# Nils Kugelmann
Nils Kugelmann (* 1996 in München) ist ein deutscher Jazzmusiker (Kontrabass, Kontraaltklarinette, auch Piano, Komposition).

## Leben und Wirken
Kugelmann wuchs in einer musikalischen Familie auf, die seine Liebe zur Musik förderte. Zunächst lernte er Blockflöte, dann Klavier, Klarinette und schließlich Kontrabass. Sein erstes Werk für Klarinette komponierte er mit elf Jahren, das erste Stück für Bigband mit 15 und die ersten Werke für Orchester und zwei Musicals mit 18 Jahren. Diese wurden (mit ihm als Dirigenten) im Herkulessaal der Münchner Residenz, im Schloss Nymphenburg, der Wagenhalle und im Gasteig in München uraufgeführt. Nach dem Abitur am Pestalozzi-Gymnasium begann er 2016 ein Kontrabass-Studium an der Hochschule für Musik und Theater München bei Henning Sieverts, welches er 2022 mit einem Master abschloss.
Kugelmann trat mit seinem Trio mit Pianist Luca Zambito und Schlagzeuger Sebastian Wolfgruber bei den Leipziger Jazztagen 2022 auf; 2023 erschien in dieser Besetzung sein Debütalbum Stormy Beauty bei ACT, das von der Kritik gelobt wurde. 2025 folgte wiederum mit diesem Nils Kugelmann Trio das Album Life Score, das ebenfalls positiv besprochen wurde. Im Duo Lightville, in dem er Kontraaltklarinette spielt, arbeitete er mit der Pianistin Shuteen Erdenebaatar. Außerdem ist er Mitglied im Shuteen Erdenebaatar Quartett, dem Luca Zambito Quartett und Renner um Moritz Renner. Weiterhin spielte er mit Benny Golson, dem Trio ELF und Johannes Enders.

## Preise und Auszeichnungen
Kugelmann ist Preisträger des BMW Young Artist Jazz Award 2022, und erhielt im Duo Lightville mit Erdenebaatar den zweiten Preis beim Biberacher Jazzpreis. Ebenfalls einen zweiten Platz errang er mit seinem Trio bei den Leverkusener Jazztagen 2022;; er ist Empfänger des Musikstipendiums der Stadt München. Bei der Burghauser Jazzwoche 2023 gewann er mit seinem Trio (krankheitsbedingt in veränderter Besetzung, mit Philipp Schiepek an der Gitarre) den Europäischen Nachwuchsjazzpreis 2023.